# Farhatabad, Gulbarga
Farhatabad là một làng thuộc tehsil Gulbarga, huyện Gulbarga, bang Karnataka, Ấn Độ.